# Chionea mirabilis
Chionea mirabilis là một loài ruồi trong họ Limoniidae. Chúng phân bố ở miền Cổ bắc.